# 모리야마정 (후쿠시마현)
모리야마정(守山町)은 후쿠시마현 다무라군에 일찍이 존재했던 정이다.

## 지리
- 현재의 고리야마시의 남부에 위치한다.
- 마을은 아부쿠마 강 동쪽 기슭에 위치한다.

## 역사
- 1889년 4월 1일 - 정촌제 시행에 의해 10촌이 합병해 다무라군 모리야마촌이 성립하였다.
- 1908년 1월 1일 - 모리야마촌은 정으로 승격해 모리야마정이 되었다.
- 1955년 1월 1일 - 모리야마정은 다가와촌과 다카세촌의 일부가 합병해, 다무라정이 성립하여, 동일 모리야마정이 폐지되었다.

## 오아자
- 모리야마(守山)
- 산추(山中)
- 오오토모(大供)
- 간자쿠(岩作)
- 다이젠지(大善寺)
- 미요타(御代田)
- 쇼지키(正直)
- 토쿠사타(徳定)
- 가나자와(金沢)
- 호소타(細田)

## 인구
| 1889년 | 3,733 |
| 1920년 | 5,028 |
| 1947년 | 7,491 |

## 교통

### 철도
- 일본국유철도 ( →동일본 여객철도
  - 스이군 선

### 도로
- 1급 국도
- 국도 115호선 (국도 49호선)

## 참고문헌
- 角川日本地名大辞典編纂委員会『角川日本地名大辞典 7 福島県』、角川書店、1981年 ISBN 4040010701
- 日本加除出版株式会社編集部『全国市町村名変遷総覧』、日本加除出版、2006年 ISBN 4817813180